# Duwayne Kerr
Duwayne Oriel Kerr (n. Burnt Savannah, Jamaica, 16 de enero de 1987) es un futbolista jamaiquino. Juega como portero.

## Clubes
| Club            | País     | Año         |
| --------------- | -------- | ----------- |
| Strømmen IF     | Noruega  | 2011 - 2012 |
| Sarpsborg 08 FF | Noruega  | 2013 - 2015 |
| Stjarnan        | Islandia | 2016        |
| Chennaiyin FC   | India    | 2016        |